# Al-Wehda Club (Mecca)
Al-Wehda es un equipo de fútbol de Arabia Saudita que juega en la Liga Profesional Saudí, la máxima categoría de fútbol del país.

## Historia
Fue fundado en el año 1945 en la ciudad de Meca y nunca ha sido campeón de la Primera División de Arabia Saudita, la liga más importante del país. Ha sido campeón de copa en 3 ocasiones, siendo el primer campeón del torneo de copa en 1956/57.
A nivel internacional participaron en la Liga de Campeones Árabe del 2008/09, en la cual fueron eliminados en la primera ronda.

## Palmarés
- Segunda División de Arabia: 4

1983, 1996, 2003, 2018
- Copa del Príncipe de la Corona Saudí: 1

1960
- Copa del Rey de Campeones: 2

1957, 1966

## Participación en competiciones de la UAFA
- Liga de Campeones Árabe: 1 aparición

2008/09 - Primera ronda